# Spinilimosina brevicostata
Spinilimosina brevicostata är en tvåvingeart som först beskrevs av Oswald Duda 1918.  Spinilimosina brevicostata ingår i släktet Spinilimosina och familjen hoppflugor. Arten har ej påträffats i Sverige. Inga underarter finns listade i Catalogue of Life.